# August Davidov
August Yulevich Davidov (em russo:  Август Юльевич Давидов; Liepāja, Curlândia, Império Russo, 15 de dezembro de 1823 – Moscou, 22 de dezembro de 1885) foi um matemático e engenheiro russo, professor da Universidade Estatal de Moscou, autor de trabalhos sobre equações diferenciais com derivadas parciais, integrais definidas, aplicação da teoria das probabilidades à estatística, bem como livros-texto sobre matemática elementar que foram repetidamente reimpressos da década de 1860 à década de 1920. Foi presidente da Sociedade Matemática de Moscou de 1866 a 1885.
Está sepultado no Cemitério Vvedenskoye.

## Obras
Publicações sobre matemática incluem:
- The application of probability theory to statistics.
- The application of probability theory to medicine.
- Davidov, August (1866).  Уравнения с частными дифференциалами какого-нибудь порядка [Equations with partial differentials of any order]. Moscow: Moscow Mathematical Society. Mathematics Anthology (Математический сборник) (em russo). 1 (1): 351–390
- Davidov, August (1867). «Элементарный вывод формулы {\displaystyle e^{m{\sqrt {-1}}}=\cos m+\sin m{\sqrt {-1}}}» [An elementary derivation of the formula {\displaystyle e^{m{\sqrt {-1}}}=\cos m+\sin m{\sqrt {-1}}}]. Moscow: Moscow Mathematical Society. Mathematics Anthology (Математический сборник) (em russo). 2 (1): 20–25
- Davidov, August (1867).  О геометрическом представлении эллиптических функций первого вида [On a geometric representation of elliptic functions of the first kind]. Moscow: Moscow Mathematical Society. Mathematics Anthology (Математический сборник) (em russo). 2 (2): 129–142
- Davidov, August (1870).  Замечание об Абелевых функциях [A note on Abelian functions]. Moscow: Moscow Mathematical Society. Mathematics Anthology (Математический сборник) (em russo). 4 (4): 287–296
- Davidov, August (1882).  Об одной общей формуле в теории определённых интегралов [A general formula in the theory of definite integrals]. Moscow: Moscow Mathematical Society. Mathematics Anthology (Математический сборник) (em russo). 10 (1): 3–29

Publicações sobre mecânica incluem:
- Design and operation of steam engines.
- The greatest number of equilibria of a floating triangular prism.
- The theory of equilibrium of bodies immersed in a liquid.
- Davidov, August (1870).  Единство мер и весов [The unity of weights and measures]. Moscow: Moscow Mathematical Society. Mathematics Anthology (Математический сборник) (em russo). 4 (3): 97–110

Textos escolares incluem:
- Upper Secondary School Course on Elementary Geometry (1863)
- Elementary Algebra (1866)
- Guide to Arithmetic (1870)
- Geometry for the County Schools (1873)
- Elementary Trigonometry (1877)
- Anthology of Geometric Problems (1888) (Davidov worked on this book at the very end of his life, and it was published after his death.)